# Ebenus cretica

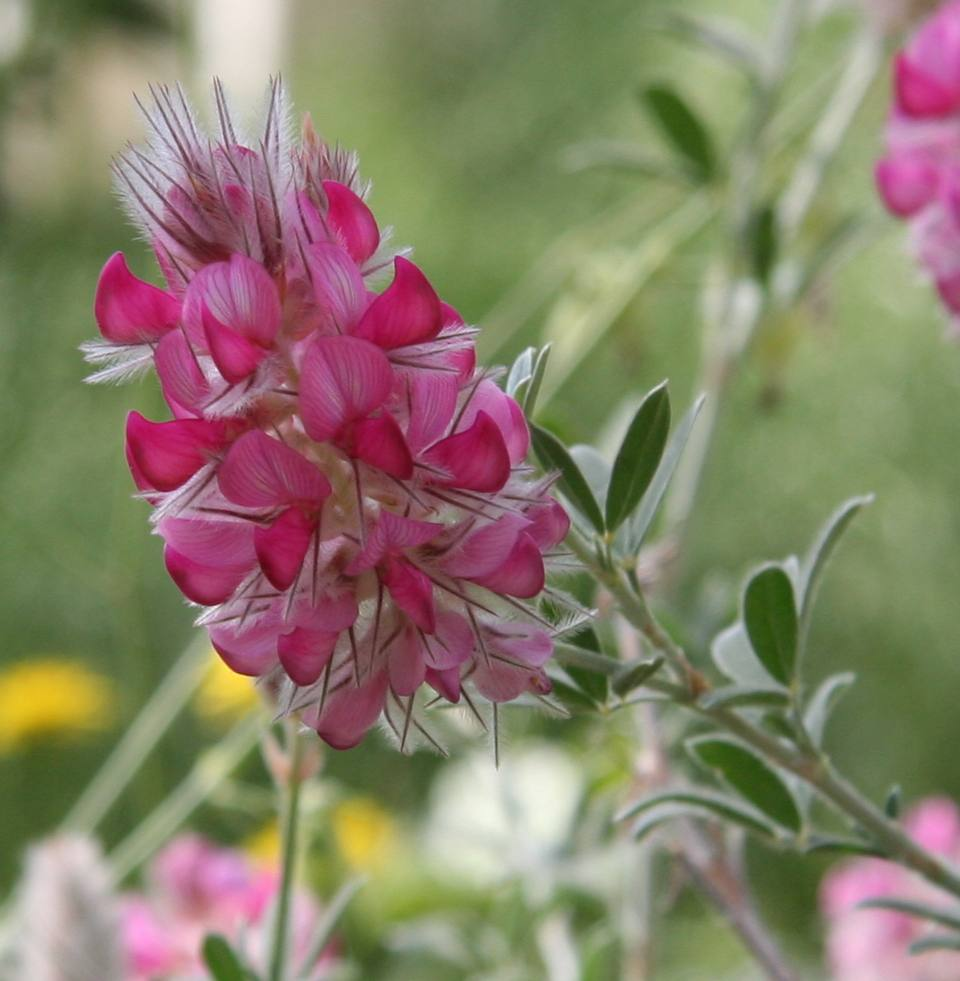
Ebenus cretica en floració

Ebenus cretica és un petit arbust, una lleguminosa de 50 a 100 cm d'altura de la família de les fabàcies i endèmica de l'illa de Creta, on hi és molt estesa. També ha estat introduïda a l'illa de Maurici, a l'oceà Índic.
És un arbust perenne de fins a 1 m d'alçada, amb fulles pubescents compostes i flors roses vermelloses o liles en raïms de 5 a 20 cm de llarg, que floreixen a d'abril a juny. El fruit està envoltat pel calze i conté una llavor.
És una planta adaptada a créixer a penya-segats, però també pot aparèixer en zones rocoses de les muntanyes. Viu en sòls alcalins a una altitud de fins a 600 m. És una espècie que fou descoberta el 1737 i plantada a jardins botànics. A la natura, actualment es veu amenaçada per la sobrepastura.